# Der tolle Bomberg (Roman)

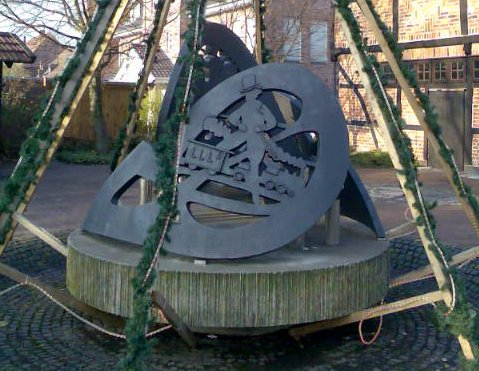
Darstellung des tollen Bombergs in Buldern

Der tolle Bomberg ist ein 1923 erschienener Roman von Josef Winckler und gleichzeitig dessen Protagonist. Als Vorlage der Romanfigur diente Gisbert von Romberg II. (1839–1897). Auch der Partner seiner Romanstreiche, der ebenso schrullige Münsteraner Zoodirektor Hermann Landois, bezieht sich auf eine tatsächliche Person. Der Roman Der tolle Bomberg wurde 1932 von Georgi Asagarow und 1957 von Rolf Thiele (mit Hans Albers in der Hauptrolle) verfilmt.

## Der tolle Bombergals Namensgeber
Der Dülmener Ortsteil Buldern besitzt einen eigenen Bahnhof, den er der Legende nach dem tollen Bomberg verdankt: Er soll auf der Bahnstrecke zwischen Münster und Dülmen immer in Höhe von Buldern die Notbremse gezogen haben. Das daraufhin fällige Strafgeld habe er gerne entrichtet, da er so zu Fuß seinen Wohnsitz Schloss Buldern habe erreichen können. Die Bahnverwaltung sah das schließlich ein und errichtete „den kleinsten Bahnhof des Münsterlandes“. Die Deutsche Bundesbahn gab ab 1969 zunächst einem F-Zug zwischen Hamburg und Köln den Namen Toller Bomberg. Ab 1971 verkehrte der Zuglauf als Intercity (IC), zunächst als IC 130 und IC 137, zuletzt ab 1988 bis 1990 als IC 810 und IC 811, zwischen wechselnden Endbahnhöfen entlang der damaligen IC-Linie 1. Er ist für viele Gaststätten und Restaurants (unter anderem auch in Buldern) Namenspatron.
Die seit 1983 vom Verein „Radsportfreunde Münster e.V.“ ausgerichtete Radtouristiktour trägt ebenfalls seinen Namen.